# Baby Reindeer
Baby Reindeer (lit. ‘Bebé ren’) és una minisèrie britànica de comèdia negra creada i protagonitzada per Richard Gadd. És una adaptació de l'espectacle autobiogràfic homònim de Gadd, la sèrie es basa en l'experiència real de Gadd de ser assetjat i agredit sexualment als vint anys.
La sèrie consta de set episodis, que es van estrenar simultàniament a Netflix l'11 d'abril del 2024. Va rebre elogis de la crítica i va encapçalar el Top 10 Global Weekly TV (en anglès) de Netflix.

## Repartiment i personatges
- Richard Gadd com a Donny Dunn, una versió de ficció de Gadd
- Jessica Gunning com a Martha Scott, una antiga advocada amb un passat criminal
- Nava Mau com a Teri, una terapeuta que coneix en Donny en un lloc de cites trans.
- Tom Goodman-Hill com Darrien O'Connor, un escriptor de televisió que pren Donny sota la seva ala
- Shalom Brune-Franklin com a Keeley, l'exnòvia de Donny
- Nina Sosanya com a Liz, la mare de Keeley i la propietària de Donny
- Michael Wildman com a Greggsy, propietari del pub on treballa Donny
- Danny Kirrane com a Gino, el company de feina de Donny
- Amanda Root com a Elle, la mare de Donny
- Mark Lewis Jones com a Gerry, el pare de Donny
- Hugh Coles com a Francis, l'amic de Donny de l'escola de teatre
- Alexandria Riley com el detectiu Culver, el detectiu assignat al cas de Donny
- Thomas Coombes com a agent Daniels, un agent de policia incompetent
- Tom Durant Pritchard com a Jason, presentador d'un concurs de comèdia
- Laura Smyth com a Glenda, MC del concurs de comèdia
- Will Hislop com a Billy, company d'humor

## Producció

### Desenvolupament
La sèrie es va anunciar el desembre del 2020, amb Richard Gadd com a guionista i protagonista. La producció va anar a càrrec de Clerkenwell Films. Weronika Tofilska es va incorporar com a directora a l'agost de 2022. Al març de 2023, Josephine Bornebusch va ser anunciada com a directora addicional.

### Càsting
Richard Gadd va ser triat juntament amb l'anunci de la sèrie. Jessica Gunning va ser triada el 26 d'agost de 2022. Nava Mau va ser anunciada com a membre del repartiment al març de 2023.

### Rodatge
El rodatge va començar a mitjan agost de 2022 al Grassmarket d'Edimburg. També es va rodar a Londres. El rodatge va acabar a principis de març del 2023.

## Recepció
A la web de crítiques Rotten Tomatoes, el 97% dels 36 crítics valoren positivament la sèrie, amb una nota mitjana de 8,8/10. El consens del lloc web és el següent: «Baby Reindeer, una obra d'autoficció del creador i protagonista Richard Gadd, pot resultar esgotadora, però recompensa els espectadors amb la seva complexitat emocional i les seves excel·lents interpretacions». A Metacritic, la sèrie té una puntuació mitjana ponderada de 87 sobre 100 basada en deu crítiques.
Harry Brocklehurst, de The Tab, va descriure la sèrie com «obscurament divertida, profundament inquietant i molt commovedora», va criticar els fans de la sèrie, titllant-los de «vils», per intentar treure a la llum la dona real en què es basa el personatge de «Martha» i especular sobre quins comptes de xarxes socials podrien pertànyer a la persona real. Després que apareguessin a Internet més teories sobre les inspiracions reals dels personatges ficticis de la sèrie, Gadd va demanar als fans que posessin fi a qualsevol tipus d'especulació en un comunicat d'abril de 2024. Després de ser acusat falsament de ser l'homòleg a la vida real del personatge Darrien, el director de teatre Sean Foley va denunciar les falses acusacions a la policia. Això va donar lloc a una investigació policial. Gadd va confirmar que Foley no estava darrere del personatge Darrien.
El portal queer líder a Alemanya «queer.de» va dir: «El bombo no és per menys. Però aquesta sèrie requereix nervis d'acer. És millor no veure-la sol...”.

### Audiència
Baby Reindeer va debutar al número cinc de la llista dels 10 millors títols de televisió en anglès de Netflix la setmana del 8 al 14 d'abril del 2024, amb 10,4 milions d'hores de visionat. La setmana següent, va pujar al número u i va obtenir 52,8 milions d'hores de visionat.